# Mike Kranefuss

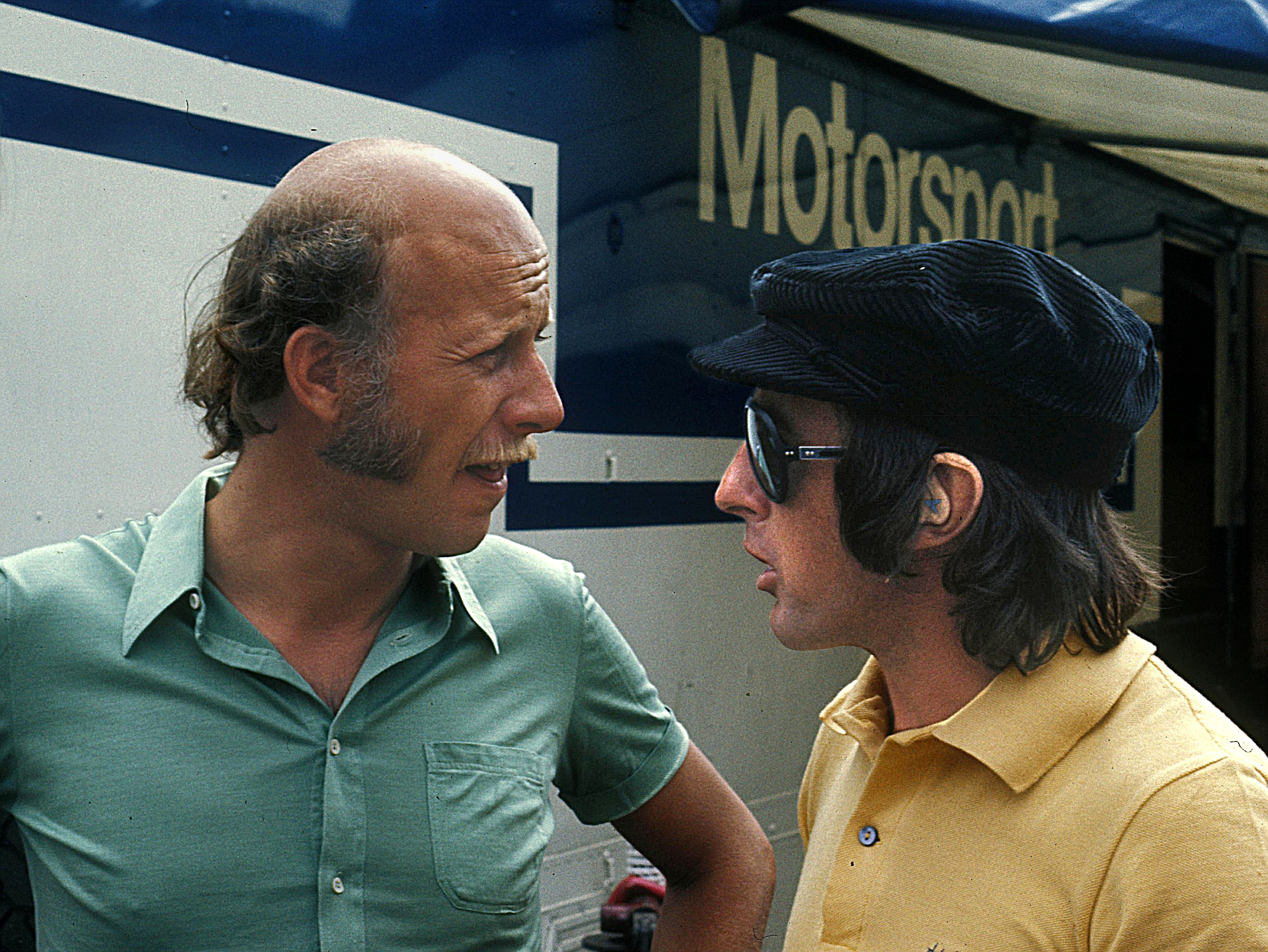
Mike Kranefuss (l.) 1973 im Gespräch mit Jackie Stewart

Mike (Michael) Kranefuss (* 3. Juli 1938 in Münster) ist ein ehemaliger Motorsport-Chef von Ford.
Kranefuss kam über die Arbeit an einem Rennstreckenprojekt in Verbindung mit Ford-Deutschland. 1968 nahm er dort einen Job in der unter Jochen Neerpasch neu formierten Motorsportabteilung an, deren Leiter er vier Jahre später wurde. Sein erstes Projekt war die Entwicklung eines Ford Capri für den Renneinsatz in Zusammenarbeit mit dem Zakspeed-Team. Der Wagen war in deutschen Tourenwagen-Serien mit Fahrern wie Hans Heyer und Klaus Ludwig erfolgreich. Heyer gewann mit Jochen Mass die Europameisterschaft und das 24-Stunden-Rennen von Spa-Francorchamps.
Der Erfolg des Capri brachte Kranefuss 1976 den Posten des europäischen Motorsport-Chefs ein. Parallel zum weitergeführten Engagement bei den Tourenwagen intensivierte er seine Anstrengungen im Rallye-Sport und konnte 1979 mit Björn Waldegård in einem Ford Escort RS die Rallye-Weltmeisterschaft gewinnen.
Im September 1980 übernahm Kranefuss die Leitung der neu ins Leben gerufenen Ford Special Vehicle Operations in Detroit. 1983 wurde er zum Chef von Fords weltweiten Motorsport-Tätigkeiten. In den folgenden Jahren war der Konzern in der Trans-AM-, der NASCAR- und der CART-Serie erfolgreich. In der Formel 1 arbeitete Kranefuss Ende der 1980er-Jahre und Anfang der 1990er-Jahre mit dem Benetton-Team zusammen. Alessandro Nannini, Nelson Piquet und Michael Schumacher konnten in dieser Zeit Rennen gewinnen.
1993 verließ Kranefuss Ford und versuchte ohne Erfolg ein Indycar-Team zu gründen. Danach ging er eine Partnerschaft mit Carl Haas ein und formierte ein NASCAR-Team, das 1995 seine erste volle Saison bestritt. 1997 verkaufte Haas seine Anteile an Roger Penske und das neue Penske-Kranefuss-Team konnte mit dem Fahrer Jeremy Mayfield einige Erfolge einfahren. 2002 zog sich Kranefuss aus dem Team zurück.